# Elev Sogn
 For alternative betydninger, se Elev (flertydig). (Se også artikler, som begynder med Elev)
Elev Sogn er et sogn i Århus Nordre Provsti (Århus Stift).
I 1800-tallet var Elev Sogn anneks til Elsted Sogn. Begge sogne hørte til Vester Lisbjerg Herred i Aarhus Amt. Trods annekteringen var de to selvstændige sognekommuner. Både Elsted og Elev blev ved kommunalreformen i 1970 indlemmet i Aarhus Kommune.
I Elev Sogn ligger Elev Kirke.
I sognet findes følgende autoriserede stednavne:
- Elev (bebyggelse, ejerlav)
- Høgebjerg (areal)